# Museo Nacional Ferroviario Pablo Neruda

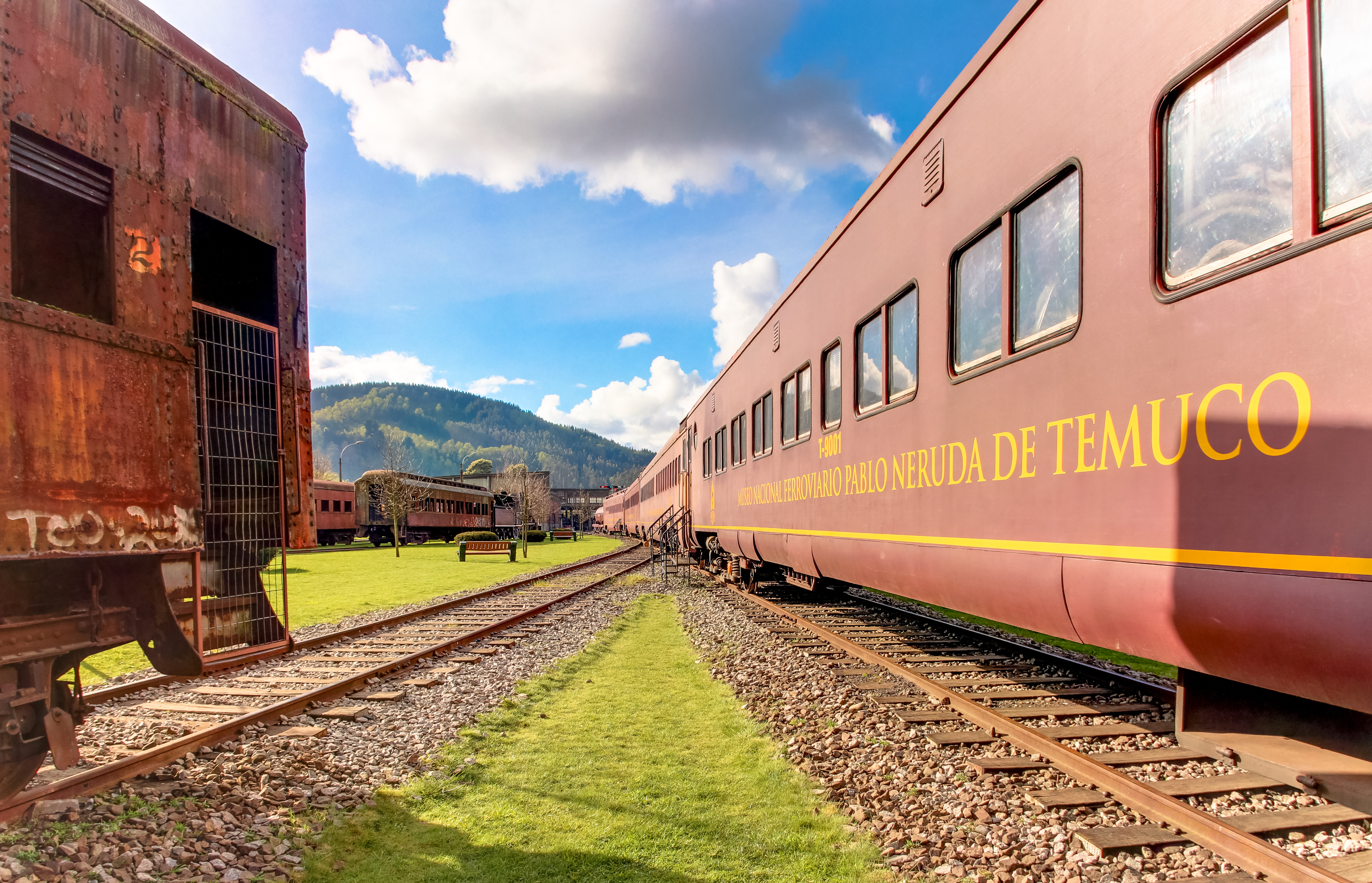
Museo Nacional Ferroviario Pablo Neruda de Temuco.

El Museo Ferroviario Pablo Neruda de Temuco, el cual contiene en su interior la Casa de Máquinas de Temuco, que junto con sus rieles de acceso es un monumento nacional, se ubica en calle Barros Arana, entre Valparaíso y Bascuñán, en la ciudad de Temuco, en la Región de la Araucanía, Chile. Fue inaugurado en febrero de 2004, ocasión en la que el presidente Ricardo Lagos donó el coche presidencial.
La casa de Máquinas de Temuco fue declarada Monumento Nacional de Chile, en la categoría de Monumento Histórico, primero mediante el Decreto Supremo n.º 582, del 1 de diciembre de 1989, para luego ser ampliado por los Decretos Supremos n.º 529, del 20 de septiembre de 1995; n.º 187, del 1 de abril de 1996; n.º 769, del 20 de julio de 1998 y n.º 20, del 17 de enero de 2000.
En 1998, fue inscrito en la lista tentativa del Patrimonio de la Humanidad de la Unesco. Desde 2014, es parte de la Ruta Patrimonial Huellas de Pablo Neruda.

## Historia
A la mitad del siglo XIX, el ferrocarril tuvo gran relevancia en el sistema económico y el desarrollo de integración a lo largo del país. En el territorio figuraba una economía principalmente de exportación de materias primas y para ello el traslado rápido y eficiente era uno de los requisitos para el desarrollo económico. En sus inicios las construcciones de líneas ferroviarias eran de entes privados acentuados en el Norte y Centro del país (Santiago – Valparaíso).
En 1884 se crea la Empresa de los Ferrocarriles del Estado en respuesta al modelo de privatización del ferrocarril en 1855 el cual fracasó de manera significativa, otorgando al Estado la responsabilidad de esta empresa. Para ese entonces en el año 1892 el ferrocarril llega a Temuco, transformando la ciudad en el centro de relaciones de circulación y mercancías entre la zona sur y Santiago.
El 5 de enero de 1923 se autoriza la construcción del cierro de la maestranza de Temuco.
Las razones de la declaración de Monumento Histórico, se basan en la necesidad de rescatar y proteger el patrimonio ferroviario. El Museo Ferroviario que funciona en la Casa de Máquinas, muestra la era a vapor de los ferrocarriles, además, mediante el Decreto N.º 769, del 20 de julio de 1998, se agrega como parte del Monumento Histórico, una vía férrea para el desplazamiento del material rodante, y que permita su acceso y salida, por lo que se vuelva parte integrante de la Casa de Máquinas.
Durante el año 1997, 6000 personas visitaron el museo. Con posterioridad, y a través del Decreto N.º 20, del 17 de enero de 2000, se declaran como monumentos nacionales, la planta elevadora de carbón y los tres caballos de agua, que forman parte del complejo ferroviario de la Casa de Máquinas de Temuco.

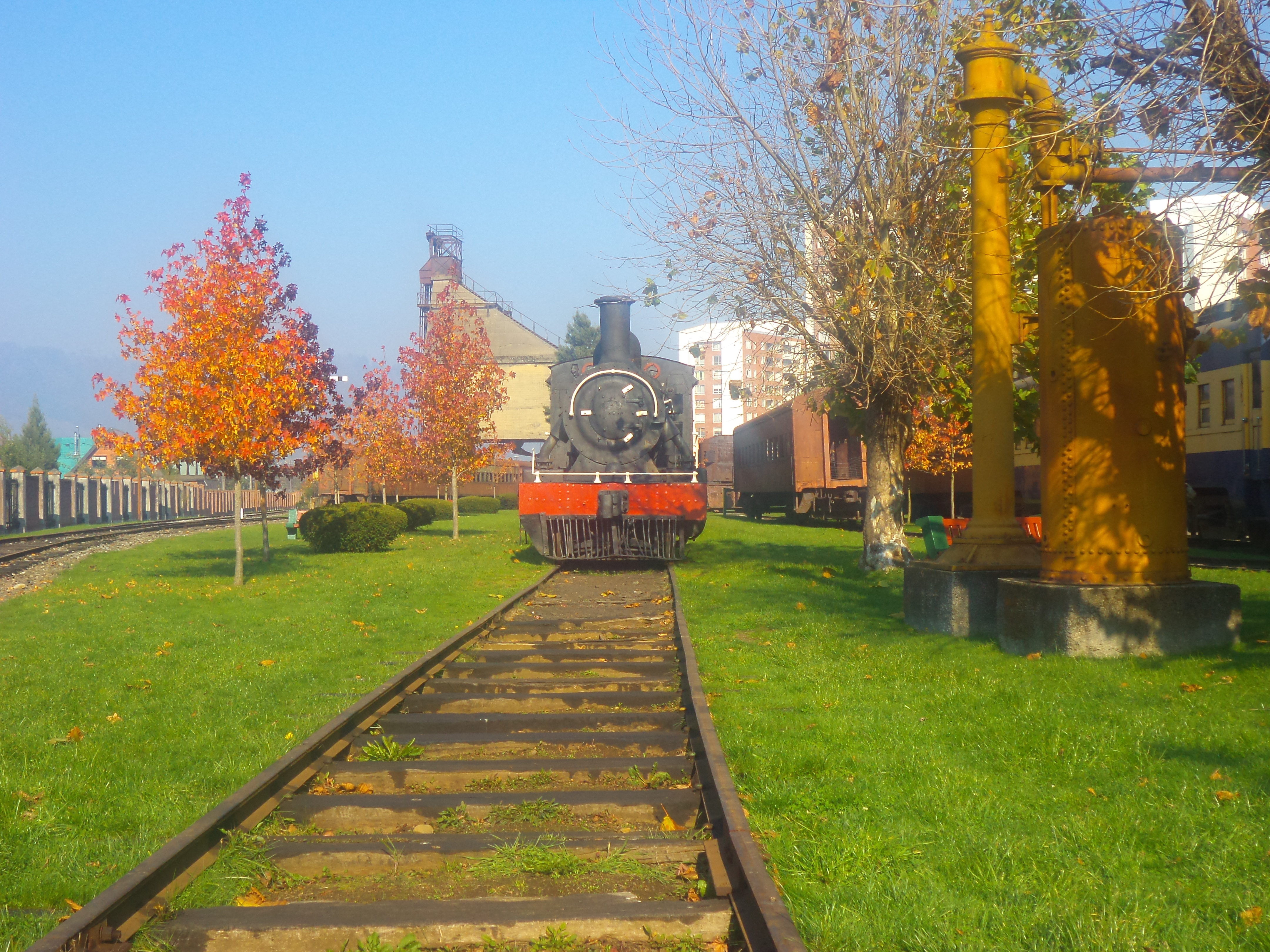
Locomotora a vapor, Museo Nacional Ferroviario Pablo Neruda, Temuco.

En el espíritu de los Juegos Panamericanos de 2023, el 11 de octubre de 2023 la antorcha de los Juegos tuvo un tramo de su trayecto entre el museo y la estación Temuco, que fue recorrido utilizando una locomotora a vapor.

### Casa de Máquinas
La Casa de Máquinas de Temuco se origina a inicios del siglo XX, donde se construye un espacio ferroviario estableciendo en el recinto una casa de máquinas apta para alojar un número importante de locomotoras y vagones.
Fue construida en 1937. Fue declarado monumento histórico el 1 de diciembre de 1989 tras gestiones realizadas por la Asociación Chilena de Conservación del Patrimonio Ferroviario. En 2004 la Casa de Máquinas se integra a la colección del Museo Nacional de Ferrocarriles Pablo Neruda de Temuco, incluyendo 14 locomotoras fabricadas entre 1908 y 1953, incluyendo 8 coches de pasajeros y una grúa pescante a vapor. Luego de que la Casa de Máquinas del museo se viera dañada debido al terremoto de Chile de 2010, el edificio entró en un periodo de restauración en el cual se invirtieron seis mil 265 millones de pesos, y que fue reinaugurado el 3 de mayo de 2019.

### Planta elevadora de carbón
La planta elevadora de carbón o «carbonera», tenía una capacidad de 6300 metros cuadrados de carbón, y podía contener unas 3000 toneladas de carbón piedra. Comenzó a funcionar en el año 1935, y era operada por tres trabajadores. Se abastecía a través de trenes que viajaban desde las minas de Lota, Schwager y Curanilahue.
Una vez que el carbón era depositado en su interior, el mismo se elevaba a casi cuarenta metros, altura desde la cual, el carbón se dejaba caer sobre el tender de las locomotoras estacionadas bajo la estructura de concreto. Era capaz de abastecer hasta tres locomotoras de forma simultánea, gracias a las características técnicas que poseía y a la habilidad de sus operarios.
|                                  |
| Cubierta de la Casa de Máquinas. |

|                             |
| Planta elevadora de carbón. |

|                  |
| Semáforo férreo. |

|                   |
| Casa de Máquinas. |

## Piezas del museo
De acuerdo al Decreto n.º 769, del 20 de julio de 1998, se declaran como monumento histórico once piezas ferroviarias, y se rectifica la fecha de fabricación de catorce locomotoras, las cuales componen las veinticinco piezas de material rodante declaradas como Monumento Histórico.
| Pieza                                               | Modelo | Tipo | Número  | Marca; Lugar de fabricación                                     | Planos                                    | Año de fabricación | Imagen |
| --------------------------------------------------- | ------ | ---- | ------- | --------------------------------------------------------------- | ----------------------------------------- | ------------------ | ------ |
| Locomotora a vapor                                  | 2-6-0  | 57   | 532     | North British Locomotive Company; Escocia                       |                                           | 1908               |        |
| Locomotora a vapor                                  | 0-6-0T | 54   | 463     | Hannover Lynden o August Borsig Lokomotiv-Werke; Imperio Alemán |                                           | 1908               |        |
| Locomotora a vapor                                  | 2-6-0  | 57   | 576     | Henschel & Son; Imperio Alemán                                  | North British Locomotive Company; Escocia | 1912               |        |
| Locomotora a vapor                                  | 2-6-0  | 57   | 429     | Sociedad de Maestranzas y Galvanización, Caleta Abarca; Chile   | North British Locomotive Company; Escocia | 1913               |        |
| Locomotora a vapor                                  |        |      | 620     | Sociedad de Maestranzas y Galvanización, Caleta Abarca; Chile   |                                           | 1913               |        |
| Locomotora a vapor                                  | 2-8-2  | 70   | 729     | American Locomotive Co. Estados Unidos                          | American Locomotive Co. Estados Unidos    | 1921               |        |
| Locomotora a vapor                                  |        |      | 714     |                                                                 |                                           | 1919               |        |
| Locomotora a vapor                                  | 2-8-2  | 70   | 718     | American Locomotive Co. Canadá                                  | American Locomotive Co. Estados Unidos    | 1919               |        |
| Locomotora a vapor                                  | 4-8-2  | 80   | 803     | Baldwin Locomotive Works; Estados Unidos                        |                                           | 1929               |        |
| Locomotora a vapor                                  | 4-8-2  | 80   | 820     | Baldwin Locomotive Works; Estados Unidos                        |                                           | 1940               |        |
| Locomotora a vapor                                  | 4-8-2  | 80   | 841     | Mitsubishi Heavy Industries; Japón                              | Baldwin Locomotive Works; Estados Unidos  | 1952               |        |
| Locomotora a vapor                                  | 4-8-2  | 80   | 844     | Mitsubishi Heavy Industries; Japón                              | Baldwin Locomotive Works; Estados Unidos  | 1952               |        |
| Locomotora a vapor                                  | 4-8-2  | 80   | 848     | Mitsubishi Heavy Industries; Japón                              | Baldwin Locomotive Works; Estados Unidos  | 1952               |        |
| Locomotora a vapor                                  | 4-8-2  | 80   | 849     | Mitsubishi Heavy Industries; Japón                              | Baldwin Locomotive Works; Estados Unidos  | 1952               |        |
| Locomotora a vapor                                  | 4-8-2  | 80   | 858     | Mitsubishi Heavy Industries; Japón                              | Baldwin Locomotive Works; Estados Unidos  | 1952               |        |
| Locomotora a vapor                                  | 4-8-2  | 80   | 869     | Mitsubishi Heavy Industries; Japón                              | Baldwin Locomotive Works; Estados Unidos  | 1952               |        |
| Coche para pasajeros, primera clase                 |        |      | I-230   | Linke-Hofmann-Busch; Alemania                                   |                                           | 1923               |        |
| Coche salón                                         |        |      | Z-10    | Linke-Hofmann-Busch; Alemania                                   |                                           | 1930               |        |
| Coche especial de servicio con carrocería de madera |        |      | ES-36   | Maestranza de Concepción; Chile                                 |                                           | 1932 (aprox.)      |        |
| Coche para pasajeros, primera clase                 |        |      | I-298   | Bethlehem Steel Corporation; Estados Unidos                     |                                           | 1932 (aprox.)      |        |
| Coche para pasajeros, primera clase                 |        |      | II-538  | Socometal; Chile                                                |                                           | 1955 (aprox.)      |        |
| Coche para pasajeros, primera clase                 |        |      | II-578  | Socometal; Chile                                                |                                           | 1955 (aprox.)      |        |
| Coche para pasajeros, primera clase                 |        |      | II-2023 | Socometal; Chile                                                |                                           | 1955 (aprox.)      |        |
| Coche para pasajeros, primera clase                 |        |      | II-2081 | Socometal; Chile                                                |                                           | 1955 (aprox.)      |        |
| Grúa pescante a vapor                               |        |      |         | Stothert, Bates (o bien Henry J. Coles);                        |                                           | 1907               |        |

## Sectores del museo
- La planta elevadora de carbón: donde se almacenaban cerca de tres mil toneladas de carbón.[3]
- La maestranza: donde se reparaban las máquinas.[3]
- La administración y la escuela de conductores: inmueble actualmente ocupado como galería de arte.[3]
- La Casa de Máquinas: donde se almacenan las locomotoras.[3]